# چاکرا خاجی

چاکرای Svadhisthana دارای شش گلبرگ با حروف سانسکریت "ba", "bha", "ma", "ya" نشان داده شده‌است. "راً و "لا". صدای دانه در مرکز "vam" است. تاتو برای عنصر آب به صورت هلال نقره ای نشان داده شده‌است.

چاکرا خاجی (انگلیسی: Svadhisthana), از نظر لغوی به معنی «منزل خود شخص» دومین چاکرا در نخاع و در بالای «چاکرا ریشه» که با شبکهٔ استخوان خاجی در ارتباط است و سیستم ادراری و تناسلی را کنترل می‌نماید.

## سوادیستانا
چرخ و مرکز دوم معروف به (سوادیستانا) است که در پایه آلت تناسلی نر قرار یافته‌است و به صورت نیلوفری است که شش گلبرگ دارد و رنگ آن سرخ نارنجی و این مرکز مطابق با عنصر آب است.

## لایه‌های هفت‌گانه پرانا
هستی شناسان هندو (cosmologist) لایه‌های هفت‌گانه پرانا را به طور جداگانه در ارتباط با جسم انسان، زمین و برهماندا (Brahmanda)، که واحدی از هستی است، یا جهانی است که می‌بینیم، یعنی جایی که در آن جان‌های بیشماری وجود دارد، توصیف کرده‌اند. هر واحدی شامل خانواده ای از ستارگان است، و هر ستاره ای دارای مرکزی است از سیستم ترتیبی شمسی خودش. هر واحد را هندوها، برهماندا، یعنی هستهٔ هستی آفریدگار می‌دانند در مورد نوع انسان، هفت لایه را چاکراها می‌دانند که از پایین به بالا، دومین چاکرا، سوادیستانا (Swadhisthana) است.

## تحریک به وسیله رنگ
این مرکز اساساً به اعمال غده‌های فوق کلیوی مربوط است. هم چنین تأثیر به سزایی بر دستگاه تناسلی و سیستم
ماهیچه ای دارد. بر سیستم دفاعی بدن و فعالیت‌های طحال، مثانه، کلیه و لوزالمعده هم تأثیرگذار است. این چاکرا مرکز اصلی
سم زدایی بدن می‌باشد. این مرکز بر احساسات و عواطف و لذت و اشتیاق و میل جنسی اثر می‌گذارد. به بصیرت و بیداری و خلاقیت نیز اثر دارد. کنترل بسیاری از اعمال شخصیتی بر عهده این چاکرا بوده و به وسیله رنگ می‌توان آنرا تحریک کرد، تا بر روی انرژی‌ها و در نتیجه بر روی عرصه زندگی سماوی باز شود.

## اختلال عملکرد
این چاکرا مرکز احساسات اولیه انسان، انرژی جنسی و خلاقیت می‌دانند. اختلالات در روابط با جنس مخالف، افراط یا سرکوب میل جنسی، فقدان اعتماد به نفس از آثار اختلال عملکرد این چاکراست. تحریک این چاکرا با رنگ نارنجی صورت گرفته و از ترکیبات آن می‌توان در بخش روانی، در بخش‌های مربوط به زنان و زایمان و مشاوره‌های ازدواج، همچنین مراکز فیزیوتراپی و خدمات مربوط به اختلالات حرکتی استفاده کرد. در این بخش‌ها می‌توان از گیاهانی که گل‌های نارنجی دارند استفاده کرد.